# ブラゼイン
ブラゼイン（Brazzein）は、アフリカ西部原産のアブラナ目の樹木ニシアフリカイチゴ（Pentadiplandra brazzeana、モノタイプ）の果実に含まれる甘味成分のタンパク質である。1994年にウィスコンシン大学マディソン校で酵素として初めて単離された。
ブラゼインは、種子の周りのパルプ状組織の細胞外領域で見られる。
1989年に発見されたペンタジンに次いで、ブラゼインは、このアフリカの果実から発見された2つめの甘味タンパク質となった。
モネリンやソーマチンのような他の天然の甘味タンパク質と同様に、非常に甘い（スクロースの500倍から2000倍）。 果実はヒト、サル、ボノボにとっては甘く感じるが、ゴリラは甘味受容体に変異が生じているためブラゼインを甘く感じることはなく、果実を食用にすることも知られていない。

## 伝統的な利用
この植物はガボンやカメルーンに生育し、類人猿や現地の人間に長い間消費されてきた。果実は非常に甘く、幼児が母乳を忘れてしまうような味であるため、現地の人は、現地の言葉で”Oubli”（フランス語で「忘れた」の意味）と呼ぶ。一度その実を食べると、母親に会うために村に帰るのを忘れてしまうと言われる。

## タンパク質の構造
54アミノ酸残基から構成されるモノマータンパク質は、甘味タンパク質の中で最小の、分子量6.5 kDaである。Swiss-Protによるブラゼインのアミノ酸配列は、以下の通りである。
QDKCKKVYEN YPVSKCQLAN QCNYDCKLDK HARSGECFYD EKRNLQCICD YCEY
ブラゼインの構造は、pH 5.2、22℃の条件下で、核磁気共鳴で決定された。ブラゼインは、等間隔に配置された4つのジスルフィド結合を持ち、スルフヒドリル基は持たない。
ブラゼインの立体構造解析では、1つのαヘリックスと3つの逆平行βシートでできていることが示された。一見したところモネリンともソーマチンとの類似性はみられないが、最近の研究により、これら3つのタンパク質は甘味を生じさせると考えられる類似した構造（"sweet finger"）を持つことが明らかとなった。
29番から33番残基と39から43番残基、それに36番残基が、C末端とともにタンパク質の甘味に関与していることが発見された。タンパク質の電荷も、甘味受容体との相互作用に大きな役割を果たしている。
この知識に基づいて合成された、pGul-1-ブラゼインと呼ばれる合成タンパク質は、天然のタンパク質の2倍の甘味を持つと報告されている。

## 甘さの性質
重量基準で、ブラゼインは砂糖よりも500倍から2000倍甘い。
甘さの知覚は、ソーマチンよりもスクロースに近く、雑味のない甘い味で、アスパルテームよりも後味が長く続く。
ブラゼインは、2.5から8までの広いpH範囲で安定であり、また98℃で2時間置いても安定である。

## 甘味料として
ブラゼインは、低カロリーの代替甘味料として用いられている。糖尿病の人にも安全であり、水にも非常に溶けやすい(>50 mg/mL)。アスパルテームやステビア等の他の甘味料と混ぜると、後味の雑味が減り、各々のフレーバーが補完される。
ソーマチンとは異なり、甘さのプロファイルは他の天然甘味料よりはスクロースに近い。他の甘味タンパク質と異なって熱に耐性があるため、食品工業に適している。
ブラゼインへの関心が高まることで、ガボンで天然の原料を得ることが困難になってきたが、固相反応での合成が可能となった。大腸菌による組換えタンパク質の作製も成功している。
テキサス州の企業であるProdigeneとNectar Worldwideは、Wisconsin Alumni Research Foundationの持つブラゼインに関する特許の使用ライセンスを持っており、遺伝子組換えダイズを作製している。約1トンのダイズから、1-2kgのブラゼインが得られる。コムギに組み込んで、例えばシリアル用に最初から甘いコムギを作製することもできる。
2009年から、Natur Research IngredientsがCweetの商標名で市販している。

## 議論
この果実の甘味については、西アフリカでは古くから知られていたが、大学は、ブラゼインは自らの発明であり、ガボンとは何の関係もないことを認めるよう主張している。
現地の住民への補償金を支払うことなしに、現地の住民の生物医学知識に基づく法的権利を主張することは、GRAINやグリーンピース (NGO)から、バイオパイラシー（生物資源の盗賊行為）であると見なされている。